# Баханай (село)
Баханай (якут. Баахынай, встречается транскрипция Бахынай) — эвенкийское село в России, в Жиганском улусе Якутии. Административный центр Линдинского (эвенкийского национального) наслега. Расположено в 100 км к югу от посёлка Жиганск и в 620 км к северу от Якутска (водным путём).

## География
Село находится на левом берегу реки Баханай, впадающей в Лену 12 километрами севернее.
Климат
Среднегодовая температура — −14 °C.

## История
25 июня 1947 года решением Жиганского райсовета КПСС была создана комиссия с целью найти место для нового центра Линдинского наслега, расположенного ближе к водным путям. По итогам работы комиссии было выбрано место под названием Хонор Аппа, где и было основано село.
Входит в перечень территорий компактного проживания коренных малочисленных народов севера.
Постановлением Государственного Собрания (Ил Тумэн) Республики Саха (Якутия) от 26 апреля 2018 года Линдинский наслег, центром которого является село Баханай, был наделён статусом эвенкийского национального наслега.

## Население
| 2002 | 2010 | 2011 | 2012 | 2013 | 2014 | 2015 |
| ---- | ---- | ---- | ---- | ---- | ---- | ---- |
| 285  | ↘260 | →260 | ↘256 | ↗262 | ↗263 | ↗275 |
| 2016 | 2017 | 2018 | 2019 | 2020 | 2021 |      |
| ↘271 | ↘269 | ↘264 | ↘256 | ↘255 | ↗260 |      |

Согласно результатам переписи 2002 года, в национальной структуре населения эвенки — 79 %.

## Экономика
Население занимается рыболовством и охотой. Неподалёку от села расположено звероводческие хозяйства, занимающиеся разведением оленей и кроликов. В селе работают школа и детский сад, обслуживающие весь наслег. Есть недействующий аэродром.